# 689 Fifth Avenue
689 Fifth Avenue (originalmente el Edificio Aeolian y más tarde el Edificio Elizabeth Arden) es un edificio comercial en el Midtown Manhattan de Nueva York (Estados Unidos), en la esquina noreste de la Quinta Avenida y la Calle 54. El edificio fue diseñado por Warren y Wetmore y construido entre 1925 y 1927.
El edificio de quince pisos fue diseñado en estilo neoclásico con detalles del Renacimiento francés. Las partes principales de la fachada están hechas de piedra caliza de Indiana, intercaladas con enjutas de mármol italiano, mientras que los pisos superiores están hechos de terracota decorativa de color beige. Los primeros nueve pisos ocupan casi todo el lote, con una esquina redondeada que da a la Quinta Avenida y la Calle 54. En los pisos 10, 12 y 14, el edificio tiene reveses según lo ordenado por la Ley de Zonificación de 1916, y el edificio tiene varias secciones en ángulo. Los detalles decorativos incluyen urnas en el retranqueo del noveno piso, guirnaldas y un ático mecánico con techo piramidal y linterna.
689 Fifth Avenue fue encargado por el magnate del hierro y el acero Charles A. Gould, quien murió antes de la finalización del edificio. Su hija Celia Gould Milne compró la estructura en una subasta en 1927 y la mantuvo hasta 1944. El edificio fue la sede de la Compañía Aeolian, un fabricante de instrumentos, hasta 1938. Posteriormente, se renovó el frente de la tienda y los pisos superiores del edificio fueron utilizados por una variedad de inquilinos de oficinas. Durante mediados del siglo XX y finales del siglo XX, el edificio también recibió el nombre de Elizabeth Arden, Inc., que ocupó la fachada norte y algunos espacios de oficinas durante ocho décadas. El escaparate sur ha sido utilizado por numerosos inquilinos, incluidos Gucci, Zara y Massimo Dutti. La Comisión de Preservación de Monumentos Históricos de la Ciudad de Nueva York designó 689 Fifth Avenue como un lugar emblemático oficial en 2002.

## Sitio
El edificio Aeolian está en 689 Fifth Avenue en Midtown Manhattan de Nueva York. Está en la esquina noreste de la Quinta Avenida al oeste y la calle 54 al sur. El terreno tiene forma de L y cubre 643,4 m², con una fachada de 15,37 m en la Quinta Avenida y 38 m en la calle 54. Los sitios cercanos incluyen las residencias en 5 y 7 West 54th Street y el University Club of New York al oeste; El hotel Peninsula New York al noroeste; el hotel St. Regis New York al norte; 19 East 54th Street hacia el este; la Casa de William H. Moore al sur; y la iglesia de Santo Tomás al suroeste.
La Quinta Avenida entre la calle 42 y Central Park South estaba relativamente subdesarrollada hasta finales del siglo XIX, cuando se construyeron casas adosadas de piedra rojiza en la avenida. El área circundante fue una vez parte de las tierras comunes de la ciudad de Nueva York. Los lotes a lo largo de la Quinta Avenida se colocaron a fines del siglo XVIII después de la Guerra de Independencia. Se construyeron residencias de lujo alrededor de la Quinta Avenida después de la Guerra de Secesión. A principios de la década de 1900, esa sección de la Quinta Avenida se estaba convirtiendo en un área comercial. El sitio del Edificio Aeolian también está cerca de West 57th Street, donde se desarrolló un centro artístico alrededor de las dos cuadras desde la Sexta Avenida al oeste hasta Broadway durante finales del siglo XIX y principios del XX. La esquina noreste de 54th Street y Fifth Avenue había albergado la casa de William Rockefeller Jr. hasta principios del siglo XX. Después de la muerte de Rockefeller en 1922, su casa fue vendida a Mandel-Ehrich Corporation en 1923, junto con otros edificios cercanos que había tenido.

## Diseño
689 Fifth Avenue fue diseñado en estilo neoclásico por Warren y Wetmore y construido por James Baird Construction Company. Tiene 15 pisos de altura, o 14 pisos excluyendo su ático. El techo etá a 68 m por encima del suelo. El edificio tiene una esquina curva que da a la intersección de la calle 54 y la Quinta Avenida, y tiene retranqueos en los pisos 10, 12 y 14. Estos se incluyeron para cumplir con la Resolución de Zonificación de 1916. Según Whitney Warren de Warren y Wetmore, "nuestra inspiración [para el diseño] estaba en todas partes, era difícil de arreglar". Warren buscó suavizar los bordes del exterior con la esquina curva, las fajas de cinta de bronce y el techo ligeramente inclinado.

### Fachada

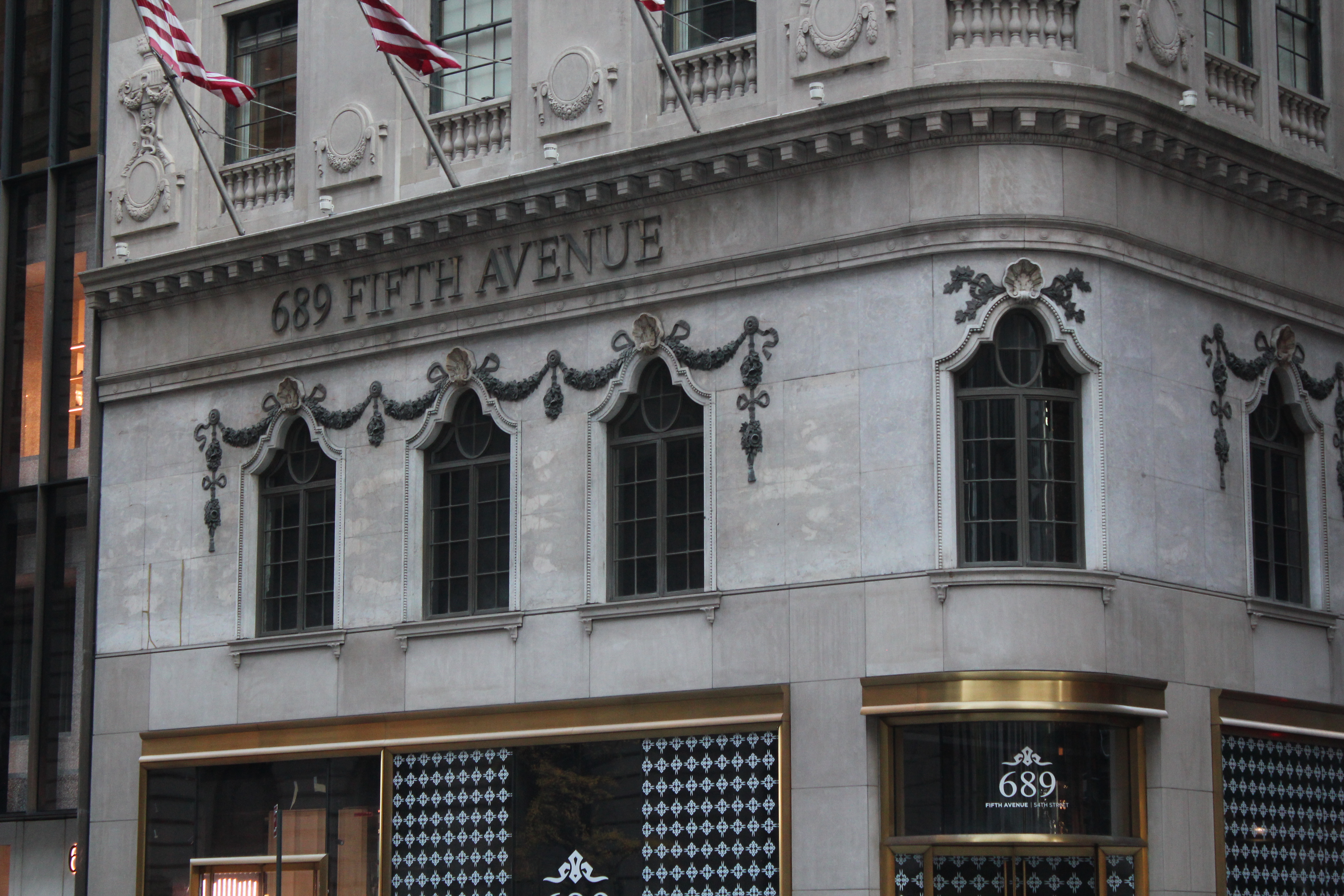
Detalle del primer y segundo piso

La planta baja contenía originalmente un escaparate hecho de mármol blanco y negro, que fue diseñado por Mott B. Schmidt en 1929. El escaparate de Arden estaba en la parte norte de la fachada oeste en la Quinta Avenida. La fachada original de la planta baja tenía ventanas con marcos de bronce, pilastras de piedra caliza y una mesa de agua de granito rosa. La fachada sur fue renovada en 1939 con un revestimiento de mármol amarillo en lugar de las pilastras de piedra caliza, así como una gran ventana de vidrio curvo diseñada por Robert Carson. Después de la década de 1970, el edificio fue renovado con puertas en la parte norte de la fachada de la Quinta Avenida, la esquina de la Quinta Avenida y la Calle 54, la parte este de la fachada de la Calle 54. El resto de la planta baja tenía pilastras de travertino y escaparates de vidrio y metal. A principios de la década de 2010, se diseñó un escaparate de reemplazo con ventanas con marcos de bronce, pilastras de piedra caliza y una mesa de agua de granito.
El segundo piso inicialmente tenía ventanas en forma de cúspide con bordes de mármol. En 1939, las ventanas del segundo piso en la parte sur de la fachada de la Quinta Avenida y en toda la fachada de la calle 54 fueron reemplazadas por mármol amarillo. Una banda de piedra caliza, así como una cornisa con modillones, corre sobre el segundo piso. Un letrero con letras metálicas que dice elizabeth arden se encontraba en el lado de la Quinta Avenida en los años 2000. En una renovación en la década de 2010, estos se rediseñaron con letras con la dirección del edificio. Sobre el segundo piso, las pilastras están rematadas por placas hechas de discos tallados, y hay urnas sobre la mitad de estos discos.
La sección media, que consta del tercer al noveno piso, tiene una fachada de piedra caliza de Indiana, así como paneles enjutas de mármol italiano entre las ventanas de cada piso. En el tercer piso, hay balaustres en la parte inferior de cada ventana, así como entablamentos sobre cada ventana. También hay mástiles de bandera en el tercer piso frente a la Quinta Avenida. En ambas fachadas, pilastras separan los tramos verticales de las ventanas desde el tercer piso hasta los contratiempos sobre el noveno o el undécimo piso. En cada uno de los pisos tercero al noveno, hay persianas en las ventanas más al este de la calle 54 y ventanas lisas en las otras tramos.
La sección superior del edificio está revestida con terracota arquitectónica de color beige, que fue fabricada por la Federal Terra Cotta Company. Sobre el noveno piso, las esquinas del edificio están retraídas y contienen una balaustrada de piedra caliza con detalles decorativos, así como grandes urnas encima de la balaustrada en cada una de las esquinas. Estas secciones retranqueadas contienen paredes en ángulo y curvas. Las secciones centrales de cualquiera de las fachadas continúan hasta el piso 11 y tienen un balcón decorativo frente al noveno piso. La sección central de la fachada de la Quinta Avenida tiene una ventana de arco redondo de doble altura, y la de la calle 54 tiene tres de esas ventanas. Ambas secciones centrales tienen guirnaldas y piedras angulares sobre las ventanas, así como soportes de desplazamiento a cada lado. Una cornisa con modillones, así como un parapeto, corre sobre el piso 11 en todos los lados. Los pisos 12 y 13 están alejados de todos los lados y tienen ventanas de arco redondo de doble altura, con una bahía en ángulo hacia la calle 54. Hay una balaustrada sobre el piso 13. El piso 14 está retirado por todos lados y tiene un parapeto encima.
El techo del edificio tiene una torre corta con fachada de terracota. Los lados de la torre contienen aberturas de ventanas de arco redondo con óculos, piedras angulares y guirnaldas encima de las ventanas. Las esquinas de la torre están biseladas y contienen conchas encima de ellas. Hay un techo piramidal revestido de cobre y una linterna de cobre sobre la torre; la linterna estaba originalmente cubierta con pan de oro. Al este de la torre hay un ático mecánico de dos pisos.

### Interior
Según el Departamento de Planificación Urbana de la ciudad de Nueva York, el edificio tiene una superficie bruta de 8474 m². Según Vornado Realty Trust, el propietario del edificio en 2021, el edificio tiene unos 9200 m², entre 230 y 740 m² por piso. Los techo miden 3,7 m de altura y los pisos pueden acomodar cargas de 590 kg / m.
Cuando el edificio se abrió en 1927, tenía cinco pisos de sala de exposición, una rotonda en el segundo piso con una fuente y una sala de recitales con 150 asientos para la Compañía Aeolian. La entrada principal en el primer piso se ubicó en la esquina de la Quinta Avenida y la Calle 54. El espacio, que conducía a la sala de exposiciones principal, era un vestíbulo circular con piso de mármol negro y un artesonado sostenido por pilastras. Los ascensores del vestíbulo de recepción conducían a la rotonda del segundo piso y a las salas de exposición de los pisos superiores. El tercer y cuarto piso contenían salas de exhibición de pianos, que estaban decoradas de manera elaborada, mientras que el quinto piso se usaba como sala de radio, rollo de música y fonógrafo. El piso 14 contenía salas de venta de órganos, salas de órganos grandes y pequeñas y una biblioteca musical. Además, el sótano tenía un departamento de envío, al que se accede desde el piso a través de un montacargas. Después de que la Compañía Aeolian se mudó durante 1938, la compañía de cosméticos Elizabeth Arden, Inc. ocupó el escaparate norte y la empresa de calzado I. Miller & Sons ocupó el escaparate sur.

## Historia

### Construcción

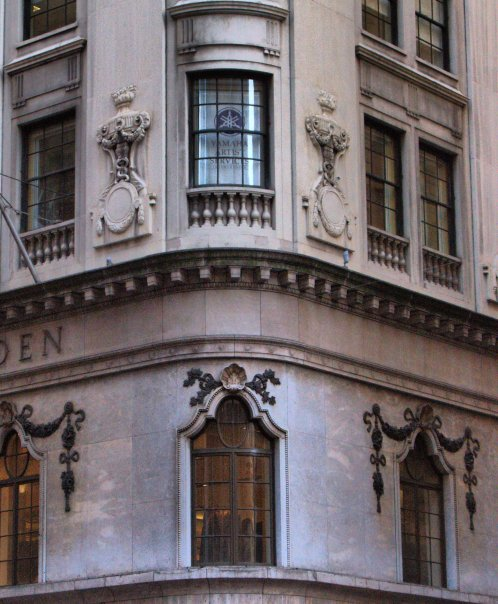
Detalle de esquina

En febrero de 1925, el sitio de la casa de William Rockefeller en la Quinta Avenida y la Calle 54 fue vendido al comodoro Charles A. Gould, un desarrollador que había hecho su fortuna en la industria del acero y el hierro. Henry Mandel, el propietario anterior, lo arrendó por 112,000 al año. Gould propuso erigir un edificio de oficinas en el sitio. En abril de 1925, los medios informaron que el fabricante de instrumentos Aeolian Company había firmado un contrato de arrendamiento por 63 años para gran parte del espacio del edificio. La compañía había estado anteriormente en Fifth Avenue y 34th Street hasta 1912, cuando se mudó al Aeolian Hall en 42nd Street. El vicepresidente de la compañía, William H. Alfring, dijo que los funcionarios de Aeolian habían sentido "un impulso sentimental de regresar a la Quinta Avenida".
Según los planos iniciales, el edificio debía tener 12 pisos de altura, con un diseño al estilo "Francisco I", y debía contener una entrada en esquina y grandes ventanales. El interior debía tener áreas de exhibición de instrumentos, sala de recitales, sala de artistas, biblioteca de grabación de música y oficinas para la Compañía Aeolian. La finca de Rockefeller vendió un préstamo hipotecario de 1,1 millones de dólares para el edificio en junio. Warren y Wetmore, que habían diseñado tanto el anterior Aeolian Hall en la calle 42 como el cercano Steinway Hall en la calle 57, fueron contratados para diseñar la estructura. Warren y Wetmore presentaron oficialmente planos para el edificio en julio de 1925, con un costo esperado de 1 millón de dólares. En ese punto, la altura del edificio se finalizó en 14 pisos. James Baird Construction Company comenzó a levantar la estructura en octubre.
Gould murió en enero de 1926, poco después de que comenzara la construcción. Mientras el edificio estaba en construcción, la fachada de piedra caliza sufrió graves daños en un incendio en abril de 1926. El incendio había sido causado por un soplete de acetileno, que un trabajador no había apagado antes de partir. Se rumoreaba que varios miles de personas habían presenciado el incendio, que quemó la fachada hasta el tercer piso. Según el New York Herald Tribune, cientos de espectadores se reunieron en el cercano University Club y en la iglesia de Saint Thomas. La propiedad de Gould programó una subasta para doce de sus edificios, incluido el nuevo Edificio Eólico, a finales de 1926. El edificio fue comprado por 3 millones de dólares en enero de 1927. El comprador fue la hija de Gould, Cecilia Gould Milne, quien pagó el precio récord de $432/sq pies (4.650 / m. A principios del mes siguiente, Franklin Savings Bank colocó un primer préstamo hipotecario de 1.8 millones de dólares en el edificio.

### Uso eólico

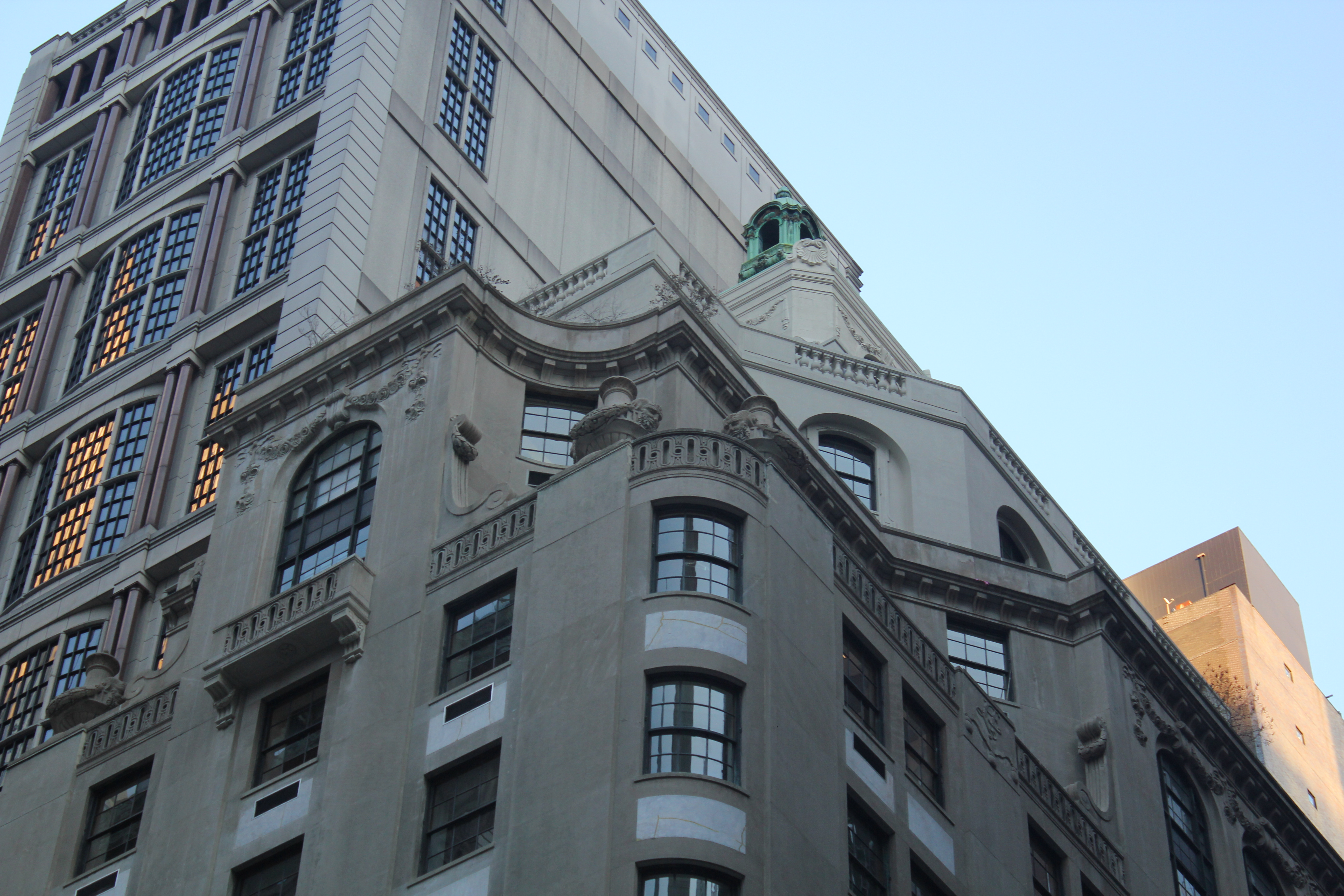
Detalle de la parte superior del edificio

El 23 de febrero de 1927, el edificio se dedicó formalmente con la arquitecta Whitney Warren, el funcionario del gobierno de la ciudad Arthur JW Hilly y el vicepresidente de Aeolian EL Votey presentes. El antiguo edificio de la empresa en la calle 42 cerró en abril de 1927. En julio de 1929, Elizabeth Arden arrendó el piso 11 durante 15 años en nombre de su empresa Elizabeth Arden Inc. El mes siguiente, Elizabeth Arden Inc. amplió el contrato de arrendamiento a la tienda norte y cinco pisos. La fachada norte fue rediseñada por Mott B. Schmidt y modernizada con una puerta de color rojo brillante. El salón se inauguró en enero de 1930 y era conocido como Elizabeth Arden Red Door Salon. Contenía paredes de vidrio con alrededores de color verde jade, así como salas para tratamientos de salón, ejercicio y claqué en cada uno de los pisos superiores. El interior del salón fue diseñado por la Sra. John Alden Carpenter y la tienda a nivel del suelo fueron diseñados por Nicholas Remisoff.
En la década de 1920, el nuevo Edificio Aeolian albergaba exposiciones de arte, como una colección de obras creadas por Albert, cuarto duque de Broglie. Durante la década de 1930, el edificio albergó eventos como una exhibición de manuscritos de compositores en las oficinas de Aeolian, así como actuaciones de beneficio musical en las oficinas de Elizabeth Arden. The Aeolian Company firmó un contrato de arrendamiento por la mitad del espacio en Chickering Hall en 57th Street a principios de 1938. El nuevo contrato de arrendamiento se firmó porque el contrato de arrendamiento existente en 689 Fifth Avenue estaba programado para expirar en mayo. En consecuencia, la Compañía Aeolian se mudó ese año.

### Mediados delsigloXX
En diciembre de 1938, I. Miller & Sons Inc. alquiló el escaparate sur por 750,000 dólares; la tienda había sido desocupada recientemente por la Compañía Aeolian. Robert Carson fue contratado para remodelar el exterior, incluida la instalación de una ventana en la esquina de la planta baja, mientras que Louis Freedland fue contratado para rediseñar el interior. O'Brien & Fortin Inc. fue contratado como contratista general. La tienda I. Miller & Sons abrió en junio de 1939. Elizabeth Arden Inc. finalmente adquirió la propiedad absoluta del edificio en 1944, y se conoció como el Edificio Elizabeth Arden. El escaparate de I. Miller & Sons sufrió daños en 1949 cuando un automovilista, que sufría un ataque cardíaco, se estrelló contra la tienda y murió posteriormente.
A mediados del siglo XX, 689 Fifth Avenue tenía espacio para oficinas para una amplia gama de inquilinos. Algunos de los ocupantes se especializaron en ropa, moda y diseño, mientras que otros estaban en medios, marketing, publicidad y relaciones públicas. Los inquilinos de la oficina incluían la firma de relaciones públicas Leslie E. Roberts y la firma de alfombras Lack Trading Company que, en 1943, firmaron simultáneamente contratos de arrendamiento por espacio en el edificio. Los inquilinos de los medios incluyeron Transamerican Broadcasting and Television Corporation, que ocupó tres pisos; Olmsted Sound Studios, que alquiló un estudio de grabación de sonido; y Robert Saudek, que alquiló el ático en 1966. organizaciones también ocuparon espacio en el edificio. Estos incluyeron el Instituto de Relaciones del Pacífico, que tuvo dos pisos; el capítulo del Gran Nueva York de la Fundación Nacional para la Parálisis Infantil ; y el Fondo de la República. Elizabeth Arden Inc. abrió una boutique para hombres en el edificio en 1956 y, en un momento, ocupó once pisos.

### Finales delsigloXXhasta la actualidad

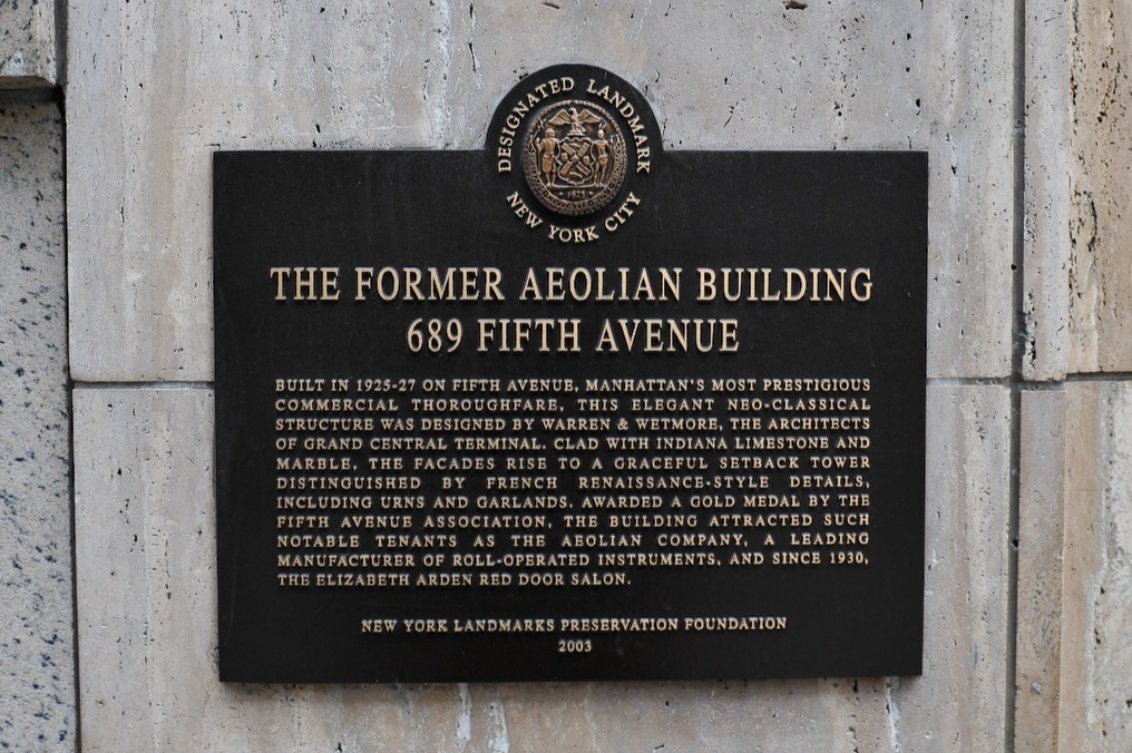
Placa de hitos

Elizabeth Arden, la empresaria, murió en 1966. Ella había sido la única propietaria de su empresa, pero no había planeado lo que sucedería con las operaciones de la empresa después de su muerte. En 1969, el edificio fue comprado por Arden-Esquire Realty Company, una sociedad encabezada por Larry Silverstein y Bernard H. Mendik. Al año siguiente, el espacio de la esquina, anteriormente ocupado por I. Miller, fue arrendado por Aldo Gucci por 1100 dólares / m por año. Larry Silverstein hizo arreglos para que Elizabeth Arden Inc. y Aldo Gucci compartieran los costos de remodelar los escaparates. La renovación fue realizada por Weissberg Castro Associates, que utilizó mármol travertino y acero inoxidable finamente detallado para armonizar con el carácter de la fachada existente. La renovación costó 1 millón de dólares en total y se completó en octubre de 1970. La tienda de Gucci en el edificio se convirtió en la tienda principal de la compañía en la ciudad de Nueva York. Según Ernest Castro, uno de los arquitectos de la renovación, el edificio fue probablemente el primero de la ciudad en utilizar una decoración de acero inoxidable finamente detallada, a diferencia de los paneles estampados mecánicamente.
Un nuevo buque insignia de Gucci en Nueva York abrió en 1980 en 685 Fifth Avenue, justo al otro lado de la calle 54, y la tienda Gucci en el edificio Elizabeth Arden se convirtió en una sucursal secundaria de venta de zapatos y equipaje. El antiguo espacio de Gucci fue arrendado a Façonnable en 1993. Tres años más tarde, Elizabeth Arden Inc. y Red Door Salons Inc. extendieron sus contratos de arrendamiento en el escaparate norte y planearon una renovación del salón en el edificio Elizabeth Arden. Otros inquilinos durante este tiempo incluyeron a la compañía de moda Kiton, cuyas oficinas daban a William H. Moore House hacia el sur; la empresa finalmente se mudó a esa casa en 2002. Vornado Realty Trust adquirió el edificio en 1999 y lo renombró 689 Fifth Avenue.
Vornado puso el edificio a la venta en abril de 2002, esperando ganar hasta 75 millones de dólares. Dos meses después, Façonnable anunció planes para rescindir su contrato de arrendamiento en 689 Fifth Avenue y mudarse al Rockefeller Center. Posteriormente, Vornado canceló la venta y buscó un nuevo inquilino antes de que planeara poner el edificio a la venta nuevamente. La Comisión de Preservación de Monumentos Históricos de la Ciudad de Nueva York (LPC) designó 689 Fifth Avenue como un lugar emblemático el 10 de diciembre de 2002. Yamaha Artist Services abrió un salón de piano en el tercer piso en 2004, y el minorista de moda Zara arrendó el escaparate de la esquina en 2005. Vornado propuso una renovación de la base del edificio a principios de la década de 2010, una medida que aprobó la Junta Comunitaria 5 de Manhattan. El minorista de ropa Massimo Dutti se mudó al antiguo espacio de Zara en 2012, y Elizabeth Arden Inc. se mudó el mismo año, siendo reemplazada por MAC Cosmetics. La tienda MAC Cosmetics cerró permanentemente en 2021 debido a la pandemia de COVID-19 en la ciudad de Nueva York.

## Recepción de la crítica
En diciembre de 1926, la Asociación de la Quinta Avenida le otorgó a Gould Realty Company un premio por el Edificio Aeolian, que la asociación calificó como el mejor edificio nuevo construido alrededor de la Quinta Avenida durante ese año. La venta del edificio poco después se caracterizó en The New York Times como "la primera vez que se tiene constancia de que un edificio con medalla de oro en la Quinta Avenida se ha ofrecido en una subasta pública absoluta". Según el Real Estate Record and Guide, el edificio era una "elegante adición al centro de música y arte" alrededor de la Quinta Avenida, cerca de la calle 57. El interior del salón Elizabeth Arden, junto con un salón cercano operado por Helena Rubinstein, fue descrito como "entre los más lujosos" de los Estados Unidos en la WPA Guide to New York City.
Cuando se renovó el escaparate en 1939, el crítico de arquitectura Lewis Mumford lo llamó "la pieza de remodelación más satisfactoria" en la parte superior de la Quinta Avenida. De manera similar, el crítico Talbot Hamlin consideró las modificaciones como "armoniosas con lo antiguo". En la década de 1980, el escritor de arquitectura Paul Goldberger describió el edificio como posiblemente la "fusión más ingeniosa de diseño comercial moderno con detalles arquitectónicos clásicos y franceses" de cualquier edificio de la ciudad de Nueva York.